# Начелник Генералштаба Армије Републике Северне Македоније
Начелник Генералштаба Армије Републике Северне Македоније скраћено Начелник Генералштаба АРМ (мкд. Началник на Генералштабот на Армија на Република Северна Македонија или Началник на Генералштабот на АРМ) је функционер који се налази на челу Генералштаба Армије Републике Северне Македоније.
До сада је ову функцију вршило девет људи. Први начелник, после одвајања Северне Македоније од СФРЈ, постао је Митре Арсовски (именован 16. марта 1992. године), а тренутни начелник је Горанчо Котески (именован 18. августа 2011. године). Човек који је најкраће био на функцији начелника генералштаба АРМ је генерал Панде Петровски (мало дуже од 3 месеца), а најдуже је служио генерал-потпуковник Мирослав Стојановски (преко 6 година).

## Начелници
| # | Слика | Име                  | Чин                 | Време службовања           |
| - | ----- | -------------------- | ------------------- | -------------------------- |
| 1 |       | Митре Арсовски       | Генерал-мајор       | 16.03. 1992 - 03.03. 1993. |
| 2 |       | Драгољуб Боцинов     | Генерал-пуковник    | 03.03. 1993 - 22.01. 1996. |
| 3 |       | Трајче Крстевски     | Генерал             | 22.01. 1996 - 11.02. 2000. |
| 4 |       | Јован Андревски      | Генерал-потпуковник | 11.02. 2000 - 12.06. 2001. |
| 5 |       | Панде Петровски      | Генерал             | 12.06. 2001 - 19.09. 2001. |
| 6 |       | Методи Стамболиски   | Генерал             | 19.09. 2001 - 12.03. 2004. |
| 7 |       | Ђорђи Бојаџијев      | Генерал-мајор       | 12.03. 2004 - 06.07. 2005. |
| 8 |       | Мирослав Стојановски | Генерал-потпуковник | 06.07. 2005 - 18.8. 2011.  |
| 9 |       | Горанчо Котески      | Генерал-мајор       | 18.8. 2011 -               |